# توشيو ياناغيدا
توشيو ياناغيدا (باليابانية: 柳田利夫؛ بالكانا: やなぎだ としお) هو لاعب كرة قاعدة ياباني، ولد في 18 أغسطس 1936 في فوكوشيما في اليابان.

## وصلات خارجية
- توشيو ياناغيدا على موقع الدوري الياباني لكرة القاعدة (الإنجليزية)
- توشيو ياناغيدا على موقعبيزبول رفرنس.كوم (الدوري الثانوي) (الإنجليزية)